# 蓋-馬努爾·德霍曼-克里斯托
紀堯姆·伊曼紐爾·德霍曼-克里斯托（法語：Guillaume Emmanuel de Homem-Christo，法語發音：[ɡi manɥɛl də ɔmɛm kʁisto]，1974年2月8日—）或稱作蓋-馬努爾·德霍曼-克里斯托（法語：Guy-Manuel de Homem-Christo），法國男音樂家、音樂製作人、歌手、詞曲作家、DJ、作曲家和導演，較著名的是和托马·班高尔特共同組成的樂團蠢朋克，這使自己和其作品都獲得了廣大的知名度。他和埃里克·谢德维尔（Eric Chédeville）為唱片公司Crydamoure的共同創立者，且也和切德維爾組成了名為Le Knight Club的團體。
德霍曼-克里斯托有兩個孩子。

## 早期生活
蓋-馬努爾·德霍曼-克里斯托出生於法國巴黎郊區的塞纳河畔讷伊。他有著葡萄牙人的血統，他是葡萄牙作家与法西斯主義的倡導者小奥梅姆·克里斯托的曾孙，而德奥梅姆-克里斯托的曾曾孙則是1910年被迫流亡法国的葡萄牙军事人物弗朗西斯科·曼努埃尔·奥梅姆·克里斯托。
在一次的受訪影片中表示，德奥梅姆-克里斯托表示，他在7歲左右就獲得了玩具吉他和鍵盤。14歲時，獲得了第一把屬於自己的電吉他。他還透露，自己在進行音樂創作時都會用上吉他。

## 外部連結
- 蓋-馬努爾·德霍曼-克里斯托的Discogs页面（英文）
- Daft Punk的Discogs页面（英文）
- 蓋-馬努爾·德霍曼-克里斯托在互联网电影资料库（IMDb）上的資料（英文）